# Amadeu Cuscó
Amadeu Cuscó Panadès (Esparreguera, 12 de febrero del 1876 - Barcelona, 13 de enero del 1942) fue un pianista, maestro de capilla y compositor español, del ámbito catalán. Autor de numerosas obras de música de cámara, obras sinfónicas y música religiosa. Se le otorgaron diferentes premios por sus composiciones, entre ellos: Premio Concepció Rabell, Premio de Composición Felip Pedrell, Concurso Nacional de Bellas Artes de Madrid, Ateneo Sevillano, Radio Asociación y Premio Sevilla.

## Biografía

### Inicios
Nacido a Esparreguera, Bajo Llobregat el 12 de febrero de 1876, poco antes de cumplir nuevo años ingresó en la escolania de Montserrat, donde tuvo de profesor de órgano el conocido monje Manuel María Guzmán. En 1891 se trasladó a Barcelona, y allá estudió piano con el maestro Joan B. Pellicer, armonía y contrapunto con Amadeu Vives y Enric Morera. Posteriormente hizo suplencias como organista para el maestro Robert Goberna a la parroquia de la Concepción.
El octubre de 1901, por mediación de Morera, fue a Sitges a sustituir Esteve Català y March como organista y maestro de capilla de la parroquia y también como director de la banda del Retiro. Durante los seis años que vivió en Sitges, adquirió fama de buen compositor y de músico versátil. Fue autor de varias piezas de música sacra, entre ellas una Misa de Réquiem (1903) y una Misa de Glòria (1905), la última de las cuales dedicó al rector Josep Bricullé. Como director musical del Retiro, aparte de componer y arreglar caramelles y ballables, en 1902 impulsó – en compañía de Salvador Robert y Raventós - una serie de conciertos en los jardines de la entidad que serían conocidos como “Los jueves de moda” (al dúo armonio y violonchelo pronto se  añadió el violinista Juli Pérez Aguirre y a menudo también  participó Morera tocando el piano).
En abril de 1904 abandonó la banda del Retiro. A partir de aquel momento hizo ocasionalmente de pianista a Prado y durante 1905-1906 realizó las partituras líricas de varias obras teatrales, como por ejemplo Felicitado, de Joaquim Benaprès y Mestre; Fuga de presos y Concurso humorístico, de Alberto Pelairea; En Griva, de Antoni Benazet y Plana; y Las arrecades, de Salvador Olivella y Carreras. El marzo de 1907, a raíz de las quejas formuladas por el padre Bricullé en relación con el Septenario de Dolors, presentó la dimisión como maestro de capilla y volvió a la parroquia de la Concepción a hacer las suplencias del maestro Goberna.
Entregado por completo a la tarea creativa, a partir de los años veinte comenzó una carrera llena de éxitos como compositor de música de cámara y de obras sinfónicas, dándose a conocer con el Cuarteto Y (por dos violines, viola y violonchelo), ejecutado el 1924 en París y Bruselas por el quinteto de La Haya, que después lo presentó en Barcelona. El 1926 fue premiado por primera vez al Concurso Nacional de Bellas artes de Madrid con el Cuarteto III o Cuarteto  Fa menor. Posteriormente obtuvo el mismo galardón en dos ocasiones más: el 1928 con el Poema psíquis para gran orquesta, inspirado en Goya; y el 1930, con Dos preludios, estrenados al Palau de la Música por la orquesta de Pau Casals (1934). Ganó también los premios Concepció Rabell (1929), Ateneo de Sevilla (1931), Radio Asociación (1932) y Felip Pedrell (1934).

### Muerte
Murió en Barcelona el 13 de enero del 1942, a los sesenta y seis años de edad. En agosto de aquel año se le rindió homenaje en el Palau Maricel, en el transcurso del cual se interpretó su obra póstuma, el Cuarteto de cuerda “Más claridad”, dedicado a su discípulo Joan F. Tort (Vilafranca del Penedès, 1889 - Sitges, 1967). El 1975 los familiares de Cuscó dieron sus partituras al archivo del Orfeón Catalán, actualmente Centro de Documentación del Orfeón Catalán.

## Obras
- Salvo Monserratina á 3 voces y arpa. Lema A. G. A. D/ Premiada en Montserrat. Dedicada a la romería de Sitges
- Ave María. A voz de tenor. Acompañamiento de órgano. Dedicada “A mi amigo Marian Mayral”
- Prelude Pour Órgano, publicada a la revista francesa La Lyre
- Melodias fáciles. Al reverendo P. Luis Villalba.
- Pequeño Melodie Recitado por piano. Dedicada a la amigo J. Tort, datada del 26 de septiembre del 1919 en Sitges.
- Suite en tres tiempos por quinteto de cuerda para flauta, clarinete, piano, armonio y trompa adicional. Dedicada “Al mejor de mis amigos, compañeros del buen tiempo en Joan Tort.”
- Preludio, con marcha de procesión
- Salvo a tres voces. Dedicada al P. Ramir Escofet. (I. Salvo fácil a tres voces; II. Andante; III. Te Jesum Beneditum; IV. Opia; V. Virolay; VI. Copla a dúo). En Barcelona, fecha del 21 de septiembre de 1909.
- El Rey Lear. Lletra de Apeles Mestres, Música Amadeo Cuscó. Hecho para tenor Y, tenor II, barítono, bajos.
- Minué
- Entrada por Órgano
- Sevillanas (“Sevilla, Amorosa”; “Castilla la Vieja, Tum turum tum tum”; “Cataluña, El poder del Canto”; “Anhelando lego el momento de ver a María”)
- Pequeñas impresiones Sinfónicas. En armonía de Si Mayor.
- Melodías pequeñas y fáciles. Para órgano.
- Curso práctico de Armonía. Tratado Richter dirigido por el maestro Cuscó.
- Curso práctico de Armonía. Tratado de en Morera dirigido por el maestro Cuscó.

## Fondo personal
El fondo Amadeu Cuscó se conserva en el Centro de Documentación del Orfeón Catalán. Consta de 29 partituras, todas (excepto una) manuscritas. El repertorio musical del fondo está constituido por obras instrumentales y cuartetos o reducciones para cuatro instrumentos, música religiosa (2 misas, 2 salvo, 2 himnos), canciones para voces y piano, y canciones para coro. Como partituras destacadas del compositor hay que señalar la Sinfonía para orquesta; una reducción de los que podrían ser sus Preludios sinfónicos; el Poema psíquico, que fue premiado en el Concurso Nacional de Bellas artes de Madrid en 1928 y el ya mencionado Cuarteto de cuerda en Re menor, que en 1929 ganó el premio de Composición Concepció Rabell que otorgaba la Fundación Patxot.